# Mar de Cerdeña
El mar de Cerdeña (en italiano: mar di Sardegna; en sardo, mare o mari de Sardigna; en catalán: mar de Sardenya) es un área del mar Mediterráneo situada entre la isla italiana de Cerdeña y el archipiélago español de las islas Baleares. Este nombre se usa sobre todo en la región occidental de Cerdeña, desde el estrecho de Bonifacio (estrecho entre las islas de Córcega y Cerdeña) hasta las aguas del canal de Cerdeña (aguas entre Cerdeña y la costa tunecina). En las costas a las que baña en las islas Baleares no se suele utilizar esta denominación. 
La Organización Hidrográfica Internacional (IHO), máxima autoridad internacional en materia de delimitación de mares a efectos marítimos, en su publicación de referencia mundial «Limits of oceans and seas», no estima que el mar de Cerdeña sea un mar y lo clasifica simplemente como parte de la cuenca occidental del mar Mediterráneo.

## Geografía
Las provincias de Cerdeña que bordean el mar son, de norte a sur: 
Sácer, Oristán, 
y Cerdeña del Sur. Los principales entrantes que abren a este mar son los italianos golfos de Asinara, de Alghero y de Oristán y las españolas bahías de Alcudia y Pollensa. Alcanaza la máxima profundidad de 3 068 metros a unos 150 kilómetros al noreste de la isla de Menorca.
Las principales islas son las dos pequeñas islas costeras de Sant'Antioco (108,9 km²) y San Pietro (51 km²), localizadas al suroeste de Cerdeña. Los ríos que desembocan en este mar son todos cortos, siendo los más importantes el río Tirso (152 km), el  río Temo (55 km) y el río Mannu (21 km), todos en Cerdeña.

## Historia
En la antigüedad era llamado también mar Esperico («mar agotado»); los griegos usaban los términos Esperia o esperico para denotar cualquier territorio o las aguas que, en comparación con ellos, eran considerados al occidente.
Este mar fue en el pasado navegado por muchas civilizaciones y pueblos, como los fenicios o cartagineses y los españoles. Testimonio de ello permanece en las dos islas lingüísticas de Cerdeña: el catalán alguerés en Alguer, y, el ligur tabarquino, en Carloforte y Calasetta. Otras pruebas importantes son las zona arqueológicas, en especial la de Tharros.